# Theme Hospital
Theme Hospital é um jogo de computador criado pela Bullfrog Productions (distribuidora: Electronic Arts) em 1997.
O objetivo do jogo de estratégia e de simulação económica é construir e administrar um hospital.
Como na maioria dos jogos da Bullfrog, Theme Hospital é permeado de um bom senso de humor. O jogo é o sucessor temático de Theme Park, que também foi criado pela Bullfrog.
O jogo consiste em montar uma instalação hospitalar completa com salas de cirurgia, consultórios, farmácias, médicos, enfermeiras, recepcionistas e faxineiros. A cada fase a dificuldade aumenta com pragas e terremotos que ameaçam a integridade da instituição e o jogador deve solucionar estes problemas para vencer a etapa. Assim como os demais jogos da empresa Bullfrog, este possui um senso de humor exêntrico com os personagens apresentando doenças como cabeça grande, síndrome de Elvis Presley, língua frouxa, Invisibilidade, etc.
Origin realiza distribuição gratuita do jogo.
Entre os meses de Janeiro e Fevereiro de 2015, a Origin, distribuidora do jogo, realizou a distribuição do jogo de graça para os usuários de sua plataforma.